# Sociedade Esportiva Búzios Verde
Sociedade Esportiva Búzios Verde é uma agremiação esportiva da cidade de Armação dos Búzios, estado do Rio de Janeiro, fundada a 14 de setembro de 1990.

## História
Filiado à Liga Buziana de Desportos, o clube das cores verde e branco decidiu trilhar os caminhos do profissionalismo promovido pela FFERJ.
Disputou a Quarta Divisão de Profissionais de 1998, chamada à época de Segunda Divisão. Entre quatro participantes, ficou em terceiro lugar em um campeonato disputado no segundo semestre por equipes que não haviam querido ou podido disputar a Terceira Divisão, que já havia findado.
Após essa breve experiência, o clube voltou a disputar os campeonatos promovidos pela liga de sua cidade. Possui as cores verde e branco.
Quem o bancava era um comerciante, dono de quiosque na Praia de João Fernandes, chamado Raimundo Farias, que era um abnegado do Esporte. Sozinho não aguentou por muito tempo. Disputou esse regional e terminou as atividades.

## Títulos
- 1998 - Copa Búzios Beach de Futsal;
- 1999 - Copa Regional de Cabo Frio de Futsal;

## Estatísticas

### Participações
|  | Participações em 2018 |

| Competição         | Temporadas | Melhor campanha    | Estreia | Última | P | R |
| Série C do Carioca | 1          | 3º colocado (1998) | 1998    | 1998   | – |   |